# Stara Rzeczna
Stara Rzeczna – wieś w Polsce położona w województwie kujawsko-pomorskim, w powiecie lipnowskim, w gminie Bobrowniki.
Została założona w okresie nowożytnym. Z całą pewnością w pierwszej połowie XVII wieku należała do parafii Bobrowniki. 
W latach 1975–1998 miejscowość należała administracyjnie do województwa włocławskiego.